# Німецько-іспанські відносини
Відносини Іспанія — Німеччина

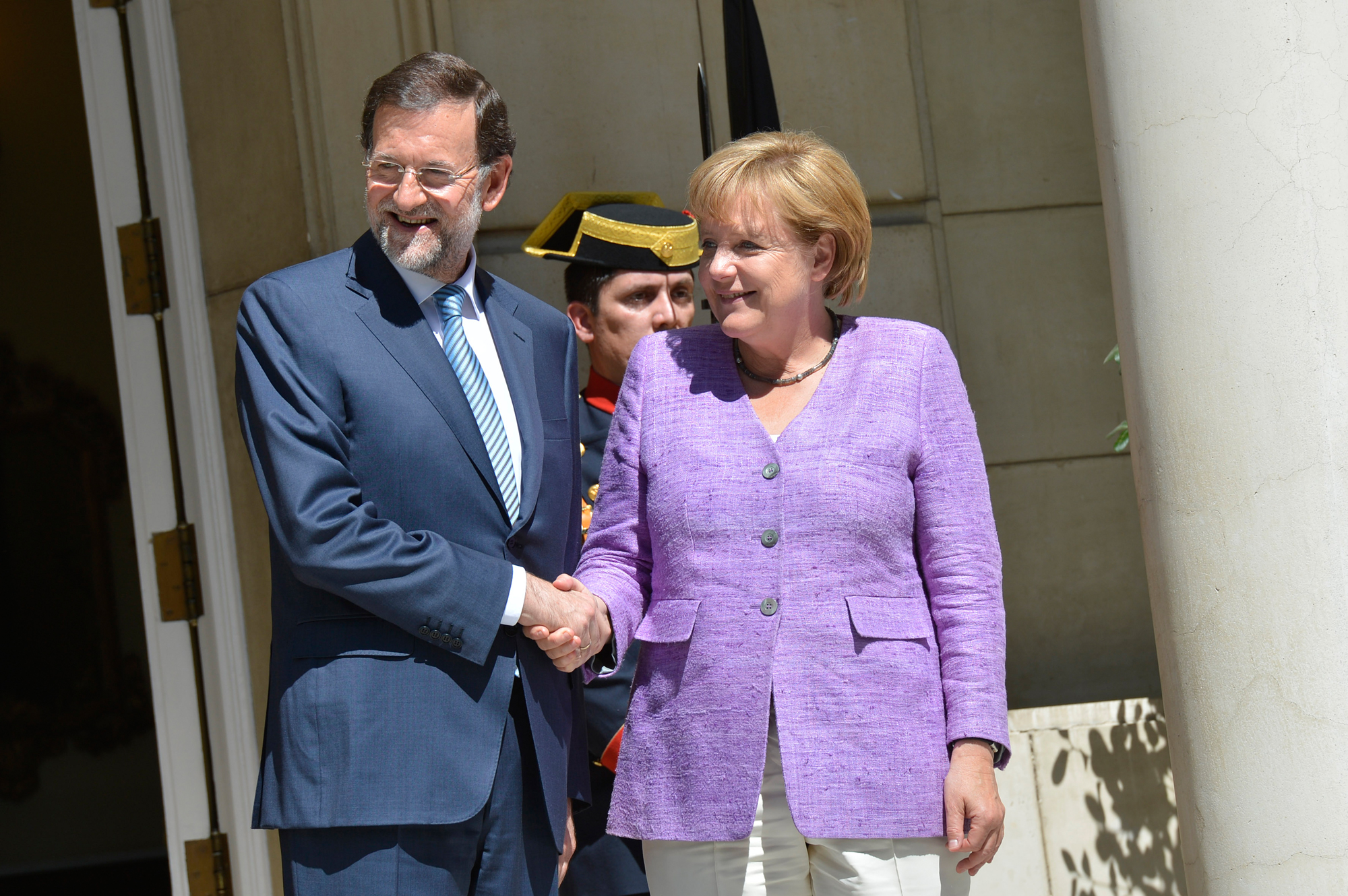
Ангела Меркель і Маріано Рахой

Німеччина має посольство в Мадриді та генеральні консульства в Барселоні та Севільї. Іспанія має посольство в Берліні та генеральні консульства в Дюссельдорфі, Франкфурті, Гамбурзі, Ганновері, Мюнхені та Штутгарті. Обидві країни належать до Європейського Союзу, НАТО та є членами Єврозони.

## Історія

### Зв'язки двох географічних районів від формування сучасних народів

Ісламська експансія до битви при Пуатьє

У стародавні часи і Іспанія, і західна і південна частини нинішньої Німеччини перебували під владою Риму . Після міграції народів племен пізньої античності також панували райони на Піренейському півострові, тому Свевське королівство (з 409 р.) І Весготське королівство (починаючи з другої половини V ст.). З 711 року значна частина Іспанії потрапила під мусульманське правило . Лише Карл Мартелль, король Франкської імперії, який на той час охоплював спільні французькі та німецькі території, зміг розширити [мавританську] просунувшись від Іспанії до південно-західної Франції через битву при Турах та Пуатьє . Лише на півночі Піренейського півострова християнські імперії змогли утвердити себе. Звідти починалося з 722 до 1492 року, продовжувалась іспанська Реконкіста .

### Альфонс X.

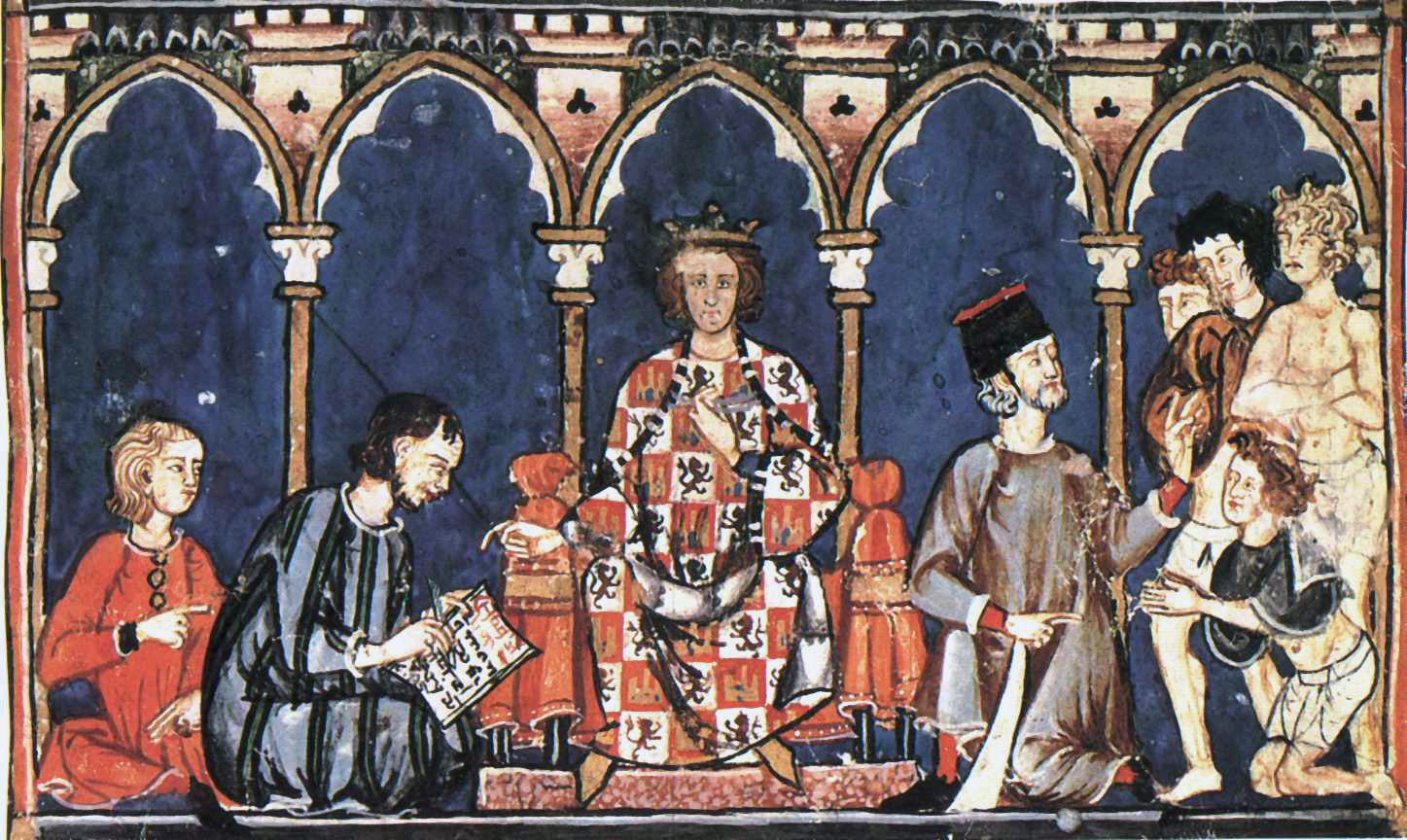
Альфонсо X з Кастилії (ілюстрація з Libro de los juegos, 1251—1282)

Також Альфонсо X., король Леона і Кастилії з 1252 по 1282 рік, вів хрестовий похід проти маврів
Цей правитель був з 1257 по 1273 рік також Королем контр-королем Священної Римської імперії, який був пов'язаний з його матір'ю: його походження з німецької родини Хогенштауфен Гогенштауфен через його маму Елісавету, дочку короля Філіппа фон Швабен, подарував йому право представляти швабську лінію. Обрання курфюрста в 1257 році, після смерті Вільяма Голландського в 1256 році, в якому він отримав стільки ж голосів (обох трьох голосів), як і опонент Річард Корнуолл, спокусив його, щоб націлитися на престижну Цісарську корону через Римське -Німецьке царство; Однак це так і не було реалізовано, бо він не міг зібрати необхідні гроші на Ромзуг . Щоб отримати гроші, він погіршив монети, а потім спробував контролювати підвищення цін за допомогою ідіосинкратичної податкової системи. Роздрібна торгівля на її території була зруйнована, а громадяни та селяни були сильно пошкоджені. Одностайне обрання Рудольфа I Габсбурґа до римсько-німецького короля у 1273 р. Фактично означало позбавлення Альфонса королем Священної Римської імперії .

### Карл V.: «У моєму царстві сонце ніколи не заходить»
- Бургундія: Кастилія
- Червоний: володіння Арагона
- Помаранчевий: бургундські володіння
- Жовтий: Австрійська спадкова земля
- Блідо-жовтий: Священна Римська імперія

Правління Карла V.
- Бургундія: Кастилія
- Червоний: володіння Арагона
- Помаранчевий: бургундські володіння
- Жовтий: Австрійська спадкова земля
- Блідо-жовтий: Священна Римська імперія

Реконкіста була завершена в католицьких королів королева Ізабелла I з Кастилії і король Фердинанд II. Арагона в 1492 році. Того ж року іспанський моряк Христофор Колумб відкрив Америку і заклав фундамент для Іспанської імперії . Спадкоємицею Ізабелли, яка померла в 1504 році, був її син Хуан . Він одружився з Маргаритою Бургундською у 1496 році, дочкою пізніше римсько-німецького імператора Максиміліана I, але помер у 1497 році без спадкоємців. Молодша сестра Йоганна вийшла заміж у 1497 році прекрасного Габсбурзького Філіпа (1478—1506), який також був сином Максиміліана, також герцога Бургундії. Однак, проявивши ознаки «божевілля» в очах сучасників, Фердинанд перейняв. Зі смертю Фердинанда старший син подружжя Йогани Чарльз потрапив до іспанської спадщини.

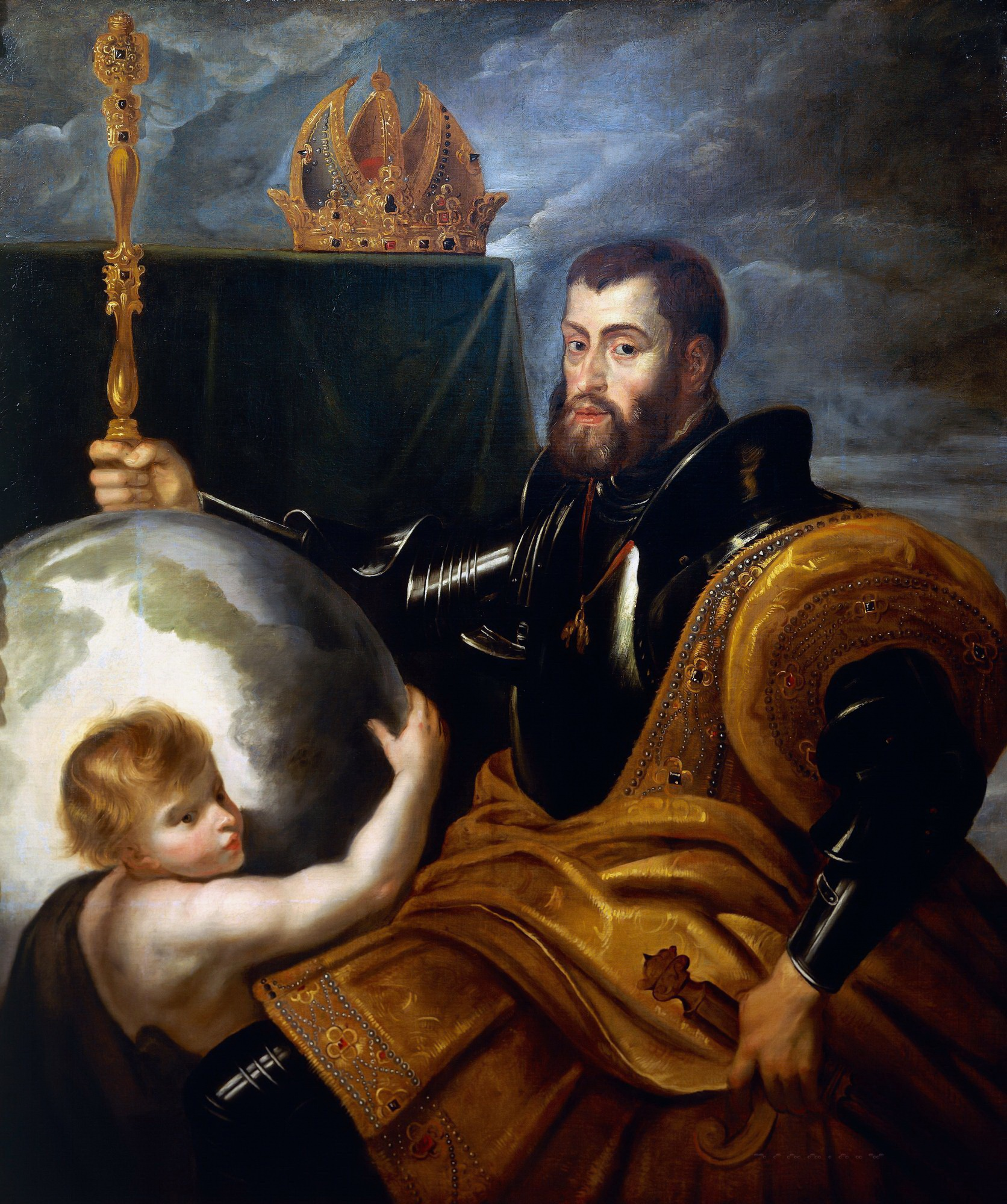
Імператор Карл V правив глобальною імперією, в якій сонце ніколи не сходило '; Живопис Рубенса

Щоб забезпечити спадщину, Чарльз уклав Нойонський договір 1516 р. Для взаєморозуміння з Францією. У 1519 році, після того, як помер дід Максиміліан, його також вразила спадщина Австрії — Габсбургів . Він був обраний римсько-німецьким королем і прийняв титул «Обраний імператор» на його коронації в 1520 році. Франциск I з Франції та Англійський Генріх VIII також подали заявку на правонаступництво Максиміліана, нарешті, Фрідріх фон Заксен, а брат Карла Фердинанд часом був кандидатом у розмові. Вирішальним фактором стала фінансова підтримка, яку надав Фуггер . Загальна вартість виборів становила 851 918 гульденів, з яких лише Фуггери зібрали 543 585. В Іспанії повстання Комонерос спалахнуло проти правління іноземця Карла, який зібрав податки для фінансування своїх війн. Повстання в основному підтримувалося буржуазією міст Кастилії, зокрема Толедо. Він знайшов підтримку в частинах духовенства та знаті. Його метою було обмеження королівської влади на користь Кортеса. У Королівстві Валенсія він прийшов до соціально-революційного руху, Німеччини . Повстанці під Хуаном де Паділья були розгромлені у Вільяларі в 1521 році, повстання остаточно придушено в 1522 році. Після забезпечення влади Іспанія стала центральною базою влади імператора.

### Війни з Францією та османами (1521—1556)
На європейському рівні велике значення мали бої між Францією та Габсбургами. Для імператора це було небезпечно, оскільки Папа і Венеція все більше схилялися на бік Франції. У 1525 р. Війська Карла захопили Франциска I в битві при Павії (1525 р.). Але Карл приєднався до пропозицій про помірний мир. Це призвело до підписання Мадридського договору 1526 року, за яким Франція відмовилася від своїх вимог на півночі Італії, Карл сподівався, що зможе переконати Франца разом боротися проти османів і проти лютеран. Але після звільнення Франца він відкликав контракт. Йому вдалося виграти Священну лігу коньяку від Папи Римського, Венеції, Флоренції і, нарешті, навіть союзників Мілана.

### Відділ імперії Габсбургів, Філіпп II (1556—1598)

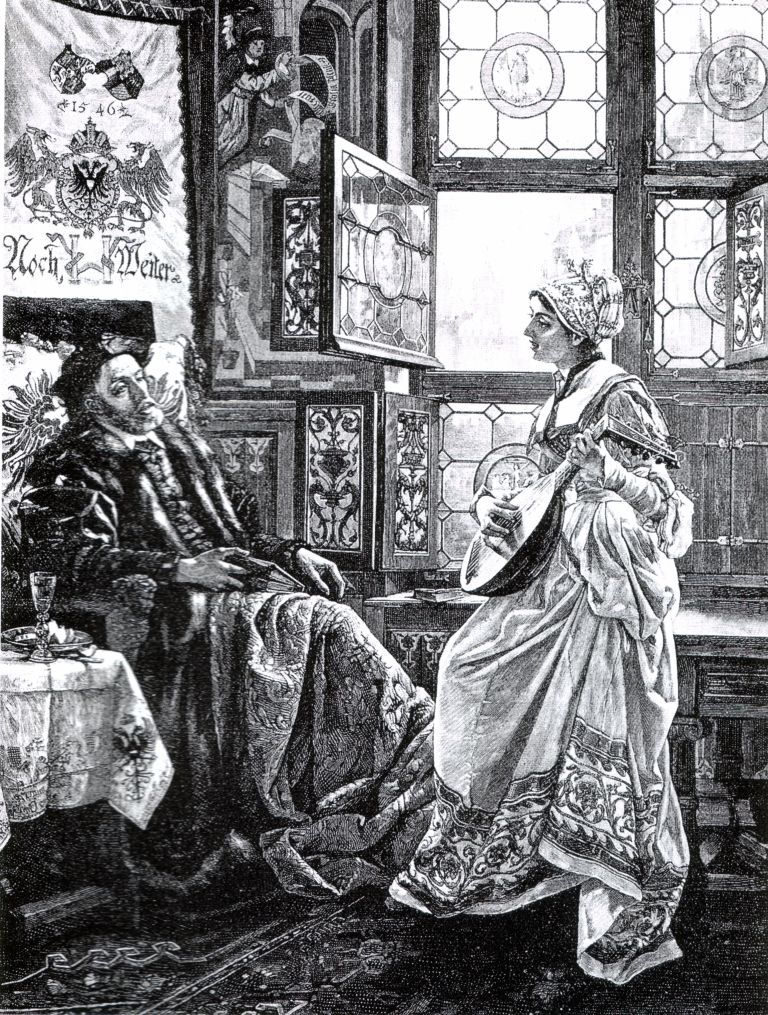
Барбара Бломберг з імператором Карлом V (гравюра на дереві з 1894 р.)

Коли Карл V поставив уряд у 1556 р., Іспанії втратив австрійські володіння Палатою Габсбургів та імператорською короною, але зберегла Нідерланди, Франш-Коме, Міланське герцогство та королівства. Неаполь, Сицилія та Сардинія . У 1570 році його син і наступник одружилися з Філіпом II Анною Австрійською (1549—1580), матір'ю спадкоємця Філіпа .
У 16 столітті Османська імперія була великою державою експансії. Венеція та Іспанія направили загальний флот у східне Середземномор'я, який 7 жовтня 1571 р. Переміг турків у битві при Лепанто . Хоча Священна Римська імперія німецької нації не входила до складу Священної ліги, її головнокомандуючий Хуан де Австрія, позашлюбний син імператора Карла V. та буржуазний Регенсбург, дочка Гюрлера Барбара Бломберг .

### Війна за спадщину в Іспанії (1701—1714)
Вимирання іспанських Габсбургів у 1701 р. Спричинило війну в Іспанії за спадщину. Гаазький Великий союз навколо австрійського — Габсбурзького імператора, Священної Римської імперії, Англії та Великої Британії та Нідерландів воював проти Франції та її союзників Куркьолн, Савой та електорат Баварії . Війна прийняла несприятливий для Габсбурга поворот зі смертю Йосифа I., але також похитнула сили Франції. Австрійський дім Габсбургів перейшов під Леопольда I та Йосифа I все-таки до європейської великої держави. Зрештою, Франції вдалося встановити Філіпа V королем Іспанії. Таким чином, в Іспанії була заснована династія Бурбоненів, яка панує сьогодні. Майже всі повноваження, залучені до війни, досягли принаймні часткових успіхів наприкінці війни.

### 19 століття
Леопольд фон Гогенцоллерн: Спори про спадкоємство Іспанії призводять до німецько-французької війни У 1869 році іспанський Кортес проголосив нову конституцію, яка передбачала парламентську монархію як форму правління. Перспективним кандидатом у королівську діяльність був принц Леопольд Гогенцоллерн-Зігмарінген, провідник католицької гілкової лінії Гогенцоллерна . Він був переконаний навесні 1870 р. Отто фон Бісмарк прийняти кандидатуру. Незабаром Леопольд подав у відставку від своєї кандидатури, оскільки Франція погрожувала війною. Французьке заперечення проти Леопольда чи французи вимагають «щоб С. Медж. Прусський король взяв на себе зобов'язання на все майбутнє, більше ніколи не давати своєї згоди, якщо Гогенцоллерн повернеться до своєї кандидатури», — як за редакцією Бісмарка і, таким чином, свідомо вказав на Емсера Депеше, що призвело до німецько-французької війни . Перемога Пруссії та її союзників привела в 1871 р. До об'єднання Німеччини . У той час як канцлер рейху Бісмарк назвав німецький рейх «насиченим», щоб можна було ввести новий фактор потужності в центрі Європи в Концерт держав, кайзер Вільгельм II. (Німецький рейх) вимагав (кайзер з 1888 р.) Пізніше «місця під сонцем» для німців. У рамках своєї світової енергетичної політики Німеччина також вступила в конфлікт із Іспанією, хоча вона вже втратила більшість своїх колоній. 1899 рік змусив Іспанію відступити Кароліни, Північні Маріанські острови та Палау Німеччині. Тоді райони Південного Тихого океану в Тихому океані складали частину Нової Гвінеї .

### 20 століття

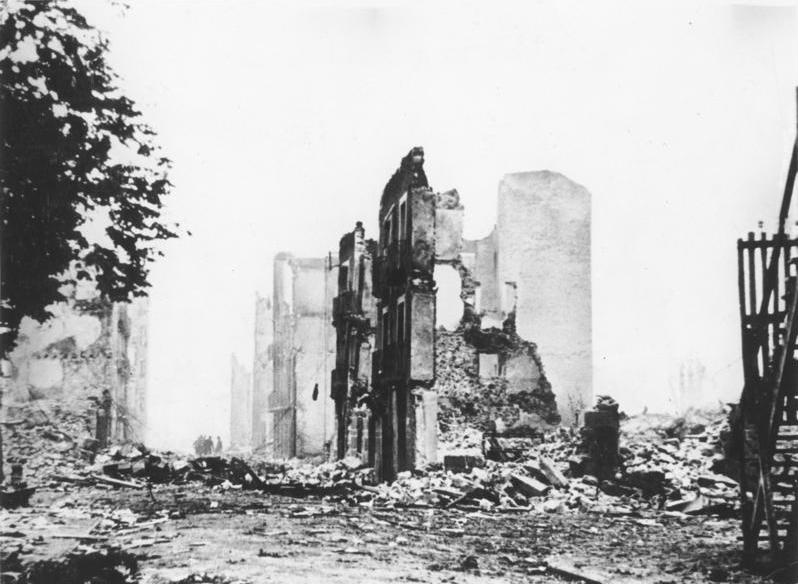
Руїни, залишені бомбардуванням Герніки в 1937 році, «Операція Рюген».

У Першій світовій війні (1914—1918) Іспанія залишалася нейтральною, тоді як Німеччина та інші Центральні держави програвали війну проти Потрійної Антанти . Це призвело до зречення всіх німецьких монархів. Побічним ефектом поразки Німеччини було те, що Німеччина зазнала невдачі як суперниці Іспанії в боротьбі за колоніальні володіння в Марокко. Брати Маннесманни мали володіння в районі Марокканської ріфи, що становило приблизно одну восьму території. У Ріфкрігу (1921—1926) іспанці намагалися поширити своє правління на всю колоніальну територію на півночі Марокко. Саме з ініціативи короля, який хотів винищити Ріф-Кабілес, Дірк Сасс: французи, британці та німці в Рифкригу 1921—1926 років. Спекулянти та симпатики, дезертири та азартні гравці у службі Abdelkrims. Лише липня 1927 року вони підкорили всю територію. Міжвоєнний період був пов'язаний з великою невизначеністю та нестабільністю для більшості європейських країн. Демократичні ідеї погрожували праворуч фашистськими, а зліва — комуністичними ідеологіями. У той час як у Версальському договорі важко постраждала Німеччина, Веймарська республіка боролася за її консолідацію, Іспанія прийшла до диктатури при генералі Мігеля Примо де Рівера (1923—1930) та 1931 р. Проголосити Другу іспанську республіку .
Після напівзруйнованого державного перевороту в Іспанії в липні 1936 р., Який призвів до початку громадянської війни 1936–39 рр., нацистська Німеччина стала на бік повстанців і постачала їм гроші, боєприпаси та робочу силу, включаючи інтервенцію Легіону Кондора .

### Німці на республіканській стороні
Міжнародна міліція, включаючи німців, воювала проти сил Франка. Едгар Андре та батальйон Едгара-Андре або «Ганс-Батейлон», група Гофмана прийшло з Німеччини групи навколо товаришів Hoffmann Тельман Group (група навколо Артура Pfeiffer) і Centuria Тельман, утворена Баймлер, блок в Максимі Горького батальйоні Psuc — Дивізії Карлоса Маркс (пізніше: | Тельман батальйон), см Група Thälmann і колона Thaelmann .
Члени міжнародної міліції POUM також боролися за членів троцькістських, ліво-соціалістичних та опозиційних комуністичних груп, таких як німецькі SAP та КПО . У підрозділах міліції POUM боролися такі відомі особистості, як Джордж Оруелл та пізній депутат парламенту від соціал-демократів Пітер Блахштайн . Під час різанини Малага над втікаючим населенням міста в лютому 1937 року було вбито близько 10 000 людей. У концтаборах проводились також медичні експерименти над ув'язненими за підтримки націонал-соціалістів.
У лютому 1939 року було майже 500 000 біженців з громадянської війни. Спочатку вони були інтерновані здебільшого на півдні Франції. Більше половини повернулося до Іспанії протягом наступних кількох місяців. У Франції залишилося близько 150 000, багато з них були відправлені військовополоненими в різні головні табори і з 6 серпня 1940 року в концтабір Маутхаузен . Тут проживало понад 7000 іспанських в'язнів, 5000 з яких померли. Деякі іспанці були гестапо екстрадовані до Франка, інші, наприклад, колишній глава уряду Франциско Ларго Кабаллеро, були депортовані до різних німецьких концтаборів. Коли останні республіканські сили здалися, Франко проголосив перемогу 1 квітня 1939 р., Диктатура [франко-франкіст] переважала по всій Іспанії.

### Не воюючі дії під час Другої світової війни

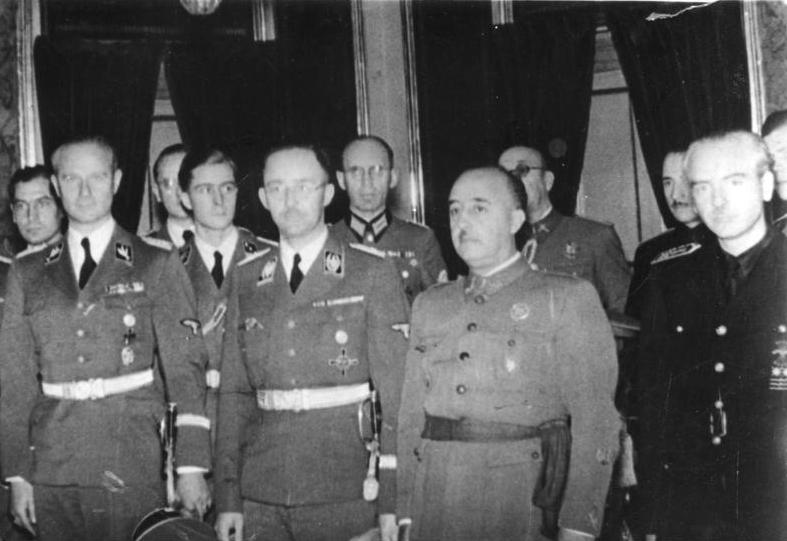
Рейхсфюрер С. С. Генріх Гіммлер з Карлом Вольфом на одній зустрічі з Франком в Іспанії, 25 жовтня 1940 р.

Хоча Франко безперечно мав симпатії до фашистського режиму в Італії та до націонал-соціалістичного режиму в Німеччині, залишався на практиці, солідарність з його передбачуваними ідеологічними союзниками в межах. Він швидше асоціював ділові відносини з цими режимами, ніж ідеологічною спільнотою долі. Іспанія приєдналася до Антикомінтернового пакту в березні 1939 року. У липні 1940 р. Франко заявив, що його країна не є нейтральним, а лише воєнним лідером, і заявив Гітлеру в листі від лютого 1941 р., "Що ми, троє чоловіків, герцог, ви і я, найсуворішим примусом Характерного Ставлення Франка до Осі російська, однак, це його поведінка в Андає в 1940 році (таким чином, на висоті нацистської влади в Європі) з нагоди його єдиної зустрічі з Гітлером, коли Франція не лише вимагала французької колоніальної території для Іспанії вступу у війну, але також відмовилася дозволяти німецьким військам приходити в країну. Згідно з його власними заявами, Франко навіть сказав Гітлеру, що Іспанія буде бити кожного окупанта до останньої людини, звідки б він не прийшов. Крім того, Франко вимагав постачання такої сировини, як бавовна та гума, яку Німеччина навряд чи могла поставити. Франко, незважаючи на його поверхневе схвалення, остаточно закрив пропозицію Гітлера окупувати Гібралтар, що давно вимагала Англія, бо це означало б вступ Франка у Другу світову війну. Нарешті, його співчуття полягало в тому, що він послав «Дивізіон Азул» на Східний фронт, 47 000 добровольців фалангів при генералі Агустіна Муньоса Грандеса, але його відкликав у 1943 році після Сталінградської битви. Крім того, Франко Німеччина надав, серед іншого, бази підводних човнів та новинні матеріали.
Адольф Гітлер був незадоволений політикою Франка і в липні 1942 р. В невеликому колі почав розглядати «пошук відповідної особистості для врегулювання іспанської політичної ситуації». Він особливо подумав про генерала Муньоса Грандеса і сказав, що Синя дивізія може «відігравати вирішальну роль у врегулюванні існуючої системи Пфаффа». У грудні 1943 р. Франко виступив з позицією німецького посла, заявивши, що «ставлення іспанського уряду до більшовизму та комунізму не зміниться і що ця боротьба триватиме вдома та за кордоном, а також проти іудаїзму та масонства» Більше про репресії євреїв у ранньому періоді Франко дивіться у Бернда Ротера: З цих сефарів деякі з нащадків 1492 переселенців євреїв у 1920-х роках, які можуть прийняти іспанське громадянство. Участь Франка була обмежена тими сефардами, яких було порівняно мало — 4500 із 175 000 сефарів. Пізніше з 1944 року Франко був детально поінформований про винищення євреїв у КЗ Освенцим, і виявляється, що він знав точну міру знищення.
Американський історик Стенлі Г. Пейн вже бачить рухи виходу Іспанії з Німеччини та Італії, ще до повороту в Росії, оскільки вже в цей час було дозволено статтю фалангістського лідера, в якій Іспанія відмежовувалася від тоталітарних режимів. друк. У 1943 році ця ідея стала загальновідомою, так що до моменту завершення Другої світової війни Іспанія просунулася на шляху переходу від частково мобілізованої, напівфашистської держави до католицької, корпоративної та демобілізованої авторитарної держави режим. " Коли близько 1943 року поразка Франка настала, Франко відійшов від держав «Осі». Цього року він оголосив Іспанію нейтральною і, в обмін на постачання союзницької нафти, значною мірою придушив Німеччину матеріальну та нематеріальну підтримку. Він також звільнив співчутливих членів свого уряду, включаючи свого зятя Рамона Серрано Суньера. Ця зміна дозволила Франку заспокоїти союзників. Крім того, під час Другої світової війни прийшло скасування зовнішніх символів, таких як фашистський салют. Для Франка, Гітлера та Муссоліні було цікаво лише до тих пір, поки вони були потужними, і від нього було чого очікувати. Інший аспект, однак, полягає в тому, що Іспанія, все ще сильно ослаблена недавньою громадянською війною, не могла дозволити собі участь у черговій збройній кампанії.
Після війни Іспанія розміщувалася на одній з так званих щурячих ліній, шляхах втечі сановників як самого нацистського режиму, так і його ідеологічних союзників — часто з метою подорожі до Південної Америки . Деякі з них знайшли притулок і в самій Іспанії, наприклад, Леон Дегрел, лідер бельгійських рексистів .

### Післявоєнний
Після Другої світової війни окупована і розділена Німеччина спочатку випала як гравець на міжнародній арені. Після перемоги західних демократій іспанська диктатура була природно ізольована, що, однак, повинно бути знешкоджене наступаючою Франком холодною війною .
У 1955 році Іспанію було прийнято до ООН. У 1973 році Німецька Демократична Республіка стала 133-ю, а Федеративна Республіка Німеччина — 134-м членом. З початку 60-х років Франко домагався угоди про асоціацію з ЄК . Він подав заяву 9 лютого 1962 року. Лише в 1966 році розпочалися переговори, які затягувалися до укладення першої угоди в 1970 році, головним чином, через політичні застереження тодішніх шести держав.

### Після закінчення іспанської диктатури

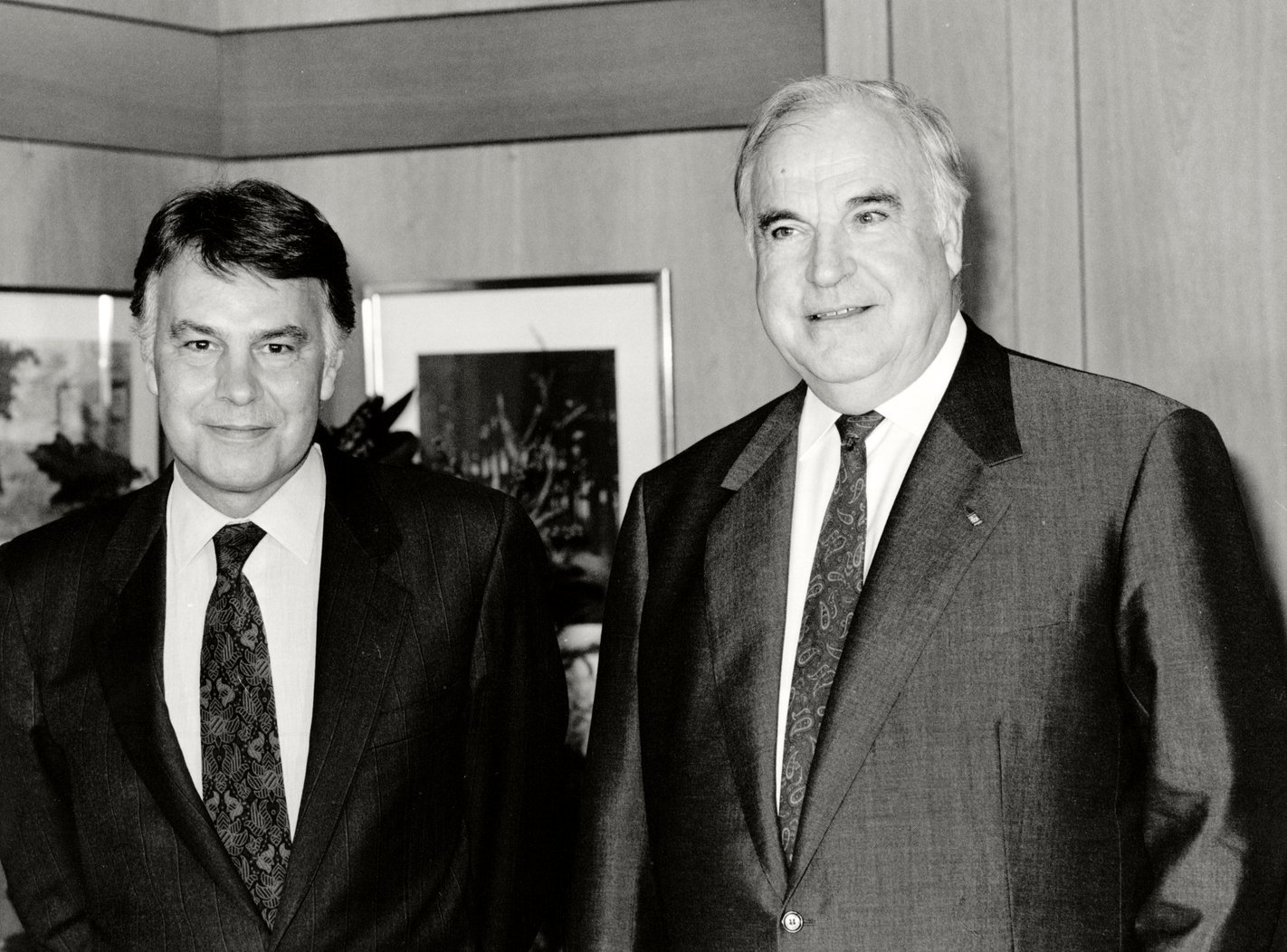
Феліпе Гонсалес та Гельмут Коль (1993)

Іспанська ізоляція могла бути повністю розбита лише після смерті Франка в 1975 році та подальшої демократизації при королі Хуана Карлоса I.
Іспанія вступила в НАТО в 1982 році; Федеративна Республіка Німеччина належала до Атлантичного пакту з 1955 року. У 1986 році Іспанія стала членом Європейського співтовариства, а в 1988 — Західно-Європейського Союзу. Іспанія також вирішила використовувати євро як валюту разом з Німеччиною та іншими європейськими партнерами (1999 р. як книжкові гроші, введення готівки 2002 р.), Так що обмін валюти між двома країнами не потрібен.

### 21 століття
У війні в Іраку в 2003 році Іспанія приєдналася до США, незважаючи на популярне протистояння «[Коаліції бажаючих]». Німеччина разом з Росією та Францією відмовилися брати участь у війні Саддама Хуссейна . Однак зовнішня політика Іспанії знову наблизилася до Німеччини та Франції. Прем'єр-міністр Сапатеро вивів війська з Іраку до липня 2004 року, але незабаром він додав до військового контингенту в Афганістані з огляду на стосунки зі США, пошкоджені виведенням до листопада 2013 року 34 іспанці загинули.

### Поточний стан
Відносини між федеральним німецьким урядом та урядом Іспанії залишаються без нагляду. Наприкінці березня 2018 року в Іспанії був заарештований каталонський політик Карлес Пучдемон . Наразі вивчається можливість екстрадиції.